# Trzcianka (gmina Sobolew)
Trzcianka – wieś sołecka w Polsce położona w województwie mazowieckim, w powiecie garwolińskim, w gminie Sobolew.
W latach 1975–1998 miejscowość należała administracyjnie do województwa siedleckiego.
Wierni Kościoła rzymskokatolickiego należą do parafii Trójcy Świętej w Gończycach.